# كيفن جيمس كاستر (مخرج فيديو موسيقي)
كيفن جيمس كاستر (بالإنجليزية: Kevin James Custer)‏ هو مخرج فيديو موسيقي ‏ أمريكي، ولد في نوفمبر 1978 في نيويورك في الولايات المتحدة.